# Nikon D5600
La Nikon D5600 è una fotocamera DSLR che monta un sensore CMOS DX (APS-C) da 24,7 Mpixel. L'annuncio ufficiale da parte di Nikon avviene il giorno 10 novembre 2016. Sostituisce il modello precedente D5500 anche se nel momento del lancio sul mercato della D5600 è ancora presente a listino.
Questo modello, al momento del lancio, si posiziona fra la D3400 e la D7200. Eredita lo stesso processore (EXPEED 4), la gamma ISO, la frequenza massima di ripresa (5 fps) e lo schermo tattile ad angolazione variabile dal modello precedente.

## Caratteristiche tecniche
- Schermo LCD tattile ad angolazione variabile da 3,2” (8,1cm) con ampio angolo di visione e risoluzione a 1.037k punti;
- Tecnologia SnapBridge basata su connessione bluetooth low energy a risparmio energetico tra la D5600 ed uno smartphone o un tablet;
- Sistema AF a 39 punti di cui 9 centrali a croce Nikon Multi-CAM 4800DX;
- Filmati Full HD a frequenze fotogrammi fino a 50p/60p, possibilità di riprese in time-lapse;

## Kit[2]
- Corpo macchina + obiettivo Nikkor 18-55 AF-P VR;
- Corpo macchina + obiettivo Nikkor 18-105 AF-S VR;
- Corpo macchina + obiettivo Nikkor 18-140 AF-S VR;
- Corpo macchina + obiettivo Nikkor 18-55 AF-P VR + obiettivo Nikkor 70-300 AF-P VR;

## Accessori
- Microfono wireless ME-W1[3]
- Lampeggiatore SB-500[4]
- Telecomando - trasmettitore wireless WR-T10[5]